# Lijst van burgemeesters van 's-Heer Arendskerke
Dit is een lijst van burgemeesters van de voormalige Nederlandse gemeente 's-Heer Arendskerke tot die gemeente in 1970 opging in de gemeenten Goes en Borsele.
| Ambtsperiode | Naam burgemeester                   | Partij of stroming | Bijzonderheden                                                                           |
| ------------ | ----------------------------------- | ------------------ | ---------------------------------------------------------------------------------------- |
| 18?? - 1854  | Leonard (L.) de Fouw Jz.            |                    | tevens burgemeester van 's-Heer Hendrikskinderen (1853-1854)                             |
| 1854 - 1859  | Johan (J.P.I) Buteux                | liberaal           | tevens burgemeester van Heinkenszand (1856-1859) en 's-Heer Hendrikskinderen (1854-1857) |
| 1859 - 1882  | jhr. mr. Cornelis van Citters       |                    | tevens burgemeester van Heinkenszand                                                     |
| 1882 - 1891  | Jan Vermet                          |                    |                                                                                          |
| 1892 - 1933  | jhr. Unico Evert Lewe van Nijestein |                    |                                                                                          |
| 1933 - 1942  | Arnoud Anthonie Elenbaas            | CHU                | tevens waarnemend burgemeester van Borssele (1936)                                       |
| 1942 - 1944  | Adrianus Cornelis Hollebrands       | NSB                |                                                                                          |
| 1944 - 1955  | Arnoud Anthonie Elenbaas            | CHU                |                                                                                          |
| 1955 - 1970  | Domus Martinus Vermet               | CHU                | eerder burgemeester van Zuidzande                                                        |